# 酒田事件
酒田事件（さかたじけん）は、北朝鮮（朝鮮民主主義人民共和国）によるスパイ事件。1963年（昭和38年）5月21日摘発（検挙）。

## 概要
太平洋戦争終結後、日本から北朝鮮に引き揚げた工作員の馬今鳳が1961年（昭和36年）に日本海に面した山形県酒田市の海岸から密入国した。馬今鳳は、北朝鮮にあっては金策工業総合大学の歴史教師兼教務副部長の職にあり、当局からは在日朝鮮人工作員の獲得を指示されていた。1961年2月、北朝鮮工作員として当局に召喚され、約半年のスパイ訓練を受けたのち、同年8月15日、
- 在日工作員の選定と獲得工作
- 在日合法身分の確保

の密命を受けて、工作資金、偽造の外国人登録証明書、無線機、暗号表などを持参して酒田市十里塚海岸より入国し、日本に不法滞在した。
不法入国した馬今鳳は、獲得した工作員の居宅を転々としつつ、日本の財界人や税務関係者と広く交際をむすぶ一方、経済力・活動力の見込める在日朝鮮人を物色して、商事会社社長を獲得した。北朝鮮当局に当該事実を報告したところ、工作船を日本に差し向けるので商事会社社長の縁者2名を同伴のうえ帰国せよとの命令が下った。1963年5月21日、馬今鳳（当時42歳）は、社長の親戚で工作対象者となる2名をともない、乱数表などを携行して酒田市十里塚海岸から工作船によって不法に出国しようとしたところを逮捕された。
1963年12月19日、山形地方裁判所酒田支部は、馬今鳳に対し出入国管理令（出入国管理及び難民認定法）・外国人登録法違反で懲役1年4カ月の判決を下した。
その後、馬は、1965年（昭和40年）に自費で北朝鮮に戻った。